# Ponte dei Bareteri
Le Ponte dei Bareteri sur le rio dei Bareteri est situé le long de la strada delle Mercerie, à Venise. Son nom vient de la part des fabricants de casquettes, barète en dialecte vénitien, qui, dans ce lieu étaient nombreux. 

## Histoire
Le pont original, déjà mentionné en 1315, était, comme beaucoup d'autres à Venise, construit en bois. Tel que rapporté par Marin Sanuto, dans son Diarii, il a été remplacé par un pont de pierre en 1508.
À droite du pont, le balcon en surplomb du Casino Venier, lieu de rencontre et de divertissement de la noblesse vénitienne, qui appartenait à la famille Venier, et en particulier utilisé par Elena Priuli, la femme du Procurateur Federico Venier. Non loin se trouvait également le casino de la célèbre salonnière Isabella Teotochi Albrizzi.
Les deux balustrades, en grave état de détérioration, ainsi que la chaussée du pont, ont été restaurés entre 2006 et 2007.